# Diòcesi de Zamora
Per veure l'article del bisbat mexicà homònim, veure "Bisbat de Zamora (Mèxic)"
La diòcesi o bisbat de Zamora (en llatí diocesis zamorensis), també anomenat antigament de bisbat de Numància, és una divisió administrativa eclesiàstica de l'Església Catòlica a Espanya. Radicada a la ciutat de Zamora, la diòcesi va ser fundada al segle x i restituïda al segle xi després de la destrucció de la ciutat. Actualment és un bisbat sufragani de l'arquebisbat de Valladolid i comprèn gran part de la província de Zamora; limita dintre d'Espanya amb les diòcesis de Lleó, Valladolid, Salamanca i Ourense, i d'altra banda, limita amb la frontera amb Portugal.
L'actual titular de la diòcesi és Gregorio Martínez Sacristán.

## Història
El bisbat és d'origen medieval, va ser fundat l'any 905 per Alfons III d'Astúries. Malgrat que la ciutat té els seus orígens en una fundació vaccea, no serà fins a la seva conquesta per part dels asturlleonesos que es fundarà a la ciutat un primer bisbat. El regne de Lleó es va expandir de nord a sud bàsicament, i vertebrà el territori a través dels centres urbans. A inicis del segle x, la ciutat comença a aparèixer documentada com el centre d'un gran territori, similar a una segona capital del regne, a causa de l'expansió territorial lleonesa, que va donar a un reialme allargat vertical de nord a sud, que deixava la capital oficial massa lluny de la frontera. En aquest moment, es documenta un primer bisbe, Atilà. Totes les edicions del Cartulari o Tumbo de Celanova, donen per vàlida el 907 la presència del bisbe Atilà o Àtila en el bisbat de Zamora, però els autors no es posen d'acord en donar-li una cronologia concreta.
El 986 es produeix una interrupció en la continuïtat, en produir-se la destrucció i presa de la ciutat per part d'Al-Mansur, que si bé no la deixa despoblada, no hi ha notícies fins a començament de segle xi, quan la ciutat és reconquerida i repoblada definitivament per Ferran I de Lleó, malgrat que la ciutat no adquirirà la mateixa importància que en el període anterior. La diòcesi és restaurada l'any 1062, restablerta tanmateix pel papa Calixt II, donant l'administració a Jeroni de Perigord, antic bisbe de València en temps de Rodrigo Díaz de Vivar. A causa de la restauració de la diòcesi, l'arquebisbe de Braga i el de Toledo van disputar-se la seva jurisdicció, de fet, també l'arquebisbe de Santiago va reclamar jurisdicció sobre Zamora, però es va mantenir a Braga, que era de fet on havien pertangut antigament els territoris de la diòcesi de Zamora, per decisió del papa Eugeni III, després confirmat per Adrià IV i Alexandre III. No seria fins a la separació independència del regne de Portugal, que es va reconèixer la jurisdicció de Santiago de Compostel·la.
Fruit del naixement de noves entitats administratives i d'una reorganització de les velles demarcacions, des del concordat de 1851, la diòcesi de Zamora està adscrita a l'Arxidiòcesi de Valladolid.

## Organització territorial
La diòcesi s'organitza en set arxiprestats, subdividits en diverses parròquies:
| - Aliste-Alba (84 parròquies i 8 sacerdots) - Benavente-Tierra de Campos (41 parròquies i 16 sacerdots) - El Pan (40 parròquies i 11 sacerdots) - El Vino (32 parròquies i 9 sacerdots) | - Sayago (56 parròquies i 6 sacerdots) - Toro-La Guareña (32 parròquies i 7 sacerdots) - Zamora-Ciudad (19 parròquies i 22 sacerdots) |

## Episcopologi
Llistat de bisbes de Zamora des de la seva creació:
- Atilà (905-916)
- Juan I (c.916-c.924)
- Dulcidio (c.924-c.950)
- Domingo (c.959-c.968)
- Juan II (c.970-c.979)
- Salomón (c.985-c.986)

Interrupció per la conquesta musulmana.
- Jeroni de Perigord (c.1102-1120, administrador)
- Bernat de Perigord (1121-1149)
- Esteban (1149-1174)
- Guillermo (1174/1175-1191)
- Martín Arias (1191-1210)
- Martín Rodríguez (1212-1237)
- Segundo Segúndez (1238)
- Pedro I (1239-1254)
- Suero Pérez de Velasco (1254-1286)
- Pedro II (1287-1302)
- Gonzalo Rodríguez Osorio (1303-1310)[9]
- Rodrigo I (1321-1339)
- Pedro Gómez Barroso (1339-1351)
- Alonso Fernández de Valencia (1355-1365)
- Martín Acosta (1365-1371)
- Álvaro I (1372-1383)
- Alonso de Egea (1383-1395)
- Juan de Illescas (1396-1403)
- Alonso de Illescas (1405-1413)
- Diego Gómez de Fuensalida (1413-1424)
- Martín de Rojas (1424-1428)
- Pedro Martínez (1428-1438)
- Juan de Mella (1440-1465)
- Rodrigo Sánchez de Arévalo (1465-1468)
- Juan de Meneses y Orellana (1468-1494)[10]
- Diego de Deza (1494)
- Diego Meléndez de Valdés (1494-1506)
- Antonio de Acuña (1507-1526)
- Francisco de Mendoza (1527-1534)
- Pedro Manuel (1534-1546)
- Antonio del Águila Vela y Paz (1546-1560)
- Álvaro Moscoso (1561-1564)
- Juan Manuel de la Cerda (1565-1474)
- Rodrigo de Castro Osorio (1574-1578)
- Diego de Simancas (1578-1583)
- Juan Ruiz Agüero (1584-1595)
- Fernando Suárez de Figueroa (1597-1608)
- Pedro Ponce de León (1610-1615)
- Juan Zapata Osorio (1615-1621)
- Juan Martínez de Peralta (1622-1624)
- Plácido Tosantos Medina (1624)
- Juan Roco Campofrío (1625-1627)
- Juan Pérez de la Serna (1627-1631)
- Diego de Zúñiga y Sotomayor (1633-1637)
- Juan de la Torre y Ayala (1638, no pren possessió)
- Juan Coello de Rivera (1638-1649)
- Martín de León y Cárdenas (1649)
- Antonio Payno Osorio (1653-1658)
- Alonso de Liaño (1658, no pren possessió)
- Alonso de Sanvítores (1659-1660)
- Diego García de Trasmiera (1660-1661, no consagrat)
- Pedro Gálvez (1661-1662)
- Lorenzo de Zúñiga y Sotomayor (1663-1664)
- Antonio Castañón (1666-1668)
- Dionisio Pérez Escobosa (1668-1671)
- Juan de Astorga Rivero (1671-1679)
- Alonso Balmaseda (1679-1684)
- Antonio de Vergara (1684-1693)
- Fernando Manuel de Mejía (1693-1702)

- Francisco Zapata Vera y Morales (1703-1720)
- José Gabriel Zapata Illescas (1720-1727)
- Jacinto Arana y Cuesta (1728-1739)
- Cayetano Benítez de Lugo (1739)
- Onésimo de Salamanca y Zaldívar (1739-1752)
- Jaume de Cortada i de Bru (1752-1753)
- José Gómez (1753-1754)
- Isidro Alfonso de Cavanillas (1755-1766)
- Antonio Jorge y Galván (1767-1776)
- Manuel Ferrer y Figueredo (1777-1785)
- Ángel de Molinos (1785-1786)
- Antonio Piñuela Alonso (1787-1793)
- Ramón Falcón de Salcedo (1794-1803)
- Joaquín Carrillo Mayoral (1804-1810)
- Pedro Inguanzo Rivero (1814-1824)
- Tomás de la Iglesia y España (1824-1834)
- Seu vacant
- Miguel José Irigoyen (1847-1850)
- Rafael Manso (1851-1862)
- Bernardo Conde y Corral (1863-1880)
- Tomás Belestá y Cambeses (1880-1892)
- Luis Felipe Ortiz y Gutiérrez (1893-1914)
- Antonio Álvaro Ballano (1914-1927), conegut per oposar-se contra la quarantena durant la pandèmia de grip de 1918 i per organitzar ans al contrari una missa multitudinària i una novena per perdonar «els pecats i la ingratitud» que considerava ésser-ne la veritable causa. La mortalitat hi va ser cinc vegades superior a la mitjana de la resta de la península.[11]
- Manuel Arce Ochoterena (1929-1938)
- Jaume Font i Andreu (1944-1950)
- Eduardo Martínez González (1950-1970)
- Ramon Buxarrais i Ventura (1971-1973)
- Eduardo Poveda Rodríguez (1976-1991)
- Juan María Uriarte Goiricelaya (1991-2000)
- Casimiro López Llorente (2001-2006)
- Gregorio Martínez Sacristán (2006)